# Winterborne Tomson
Winterborne Tomson är en by i civil parish Anderson, i kommunen Dorset, i grevskapet Dorset i England. Byn är belägen 9 km från Blandford Forum. Winterborne Tomson var en civil parish fram till 1933 när blev den en del av Anderson. Civil parish hade 35 invånare år 1931.